# 호텔 리츠 파리

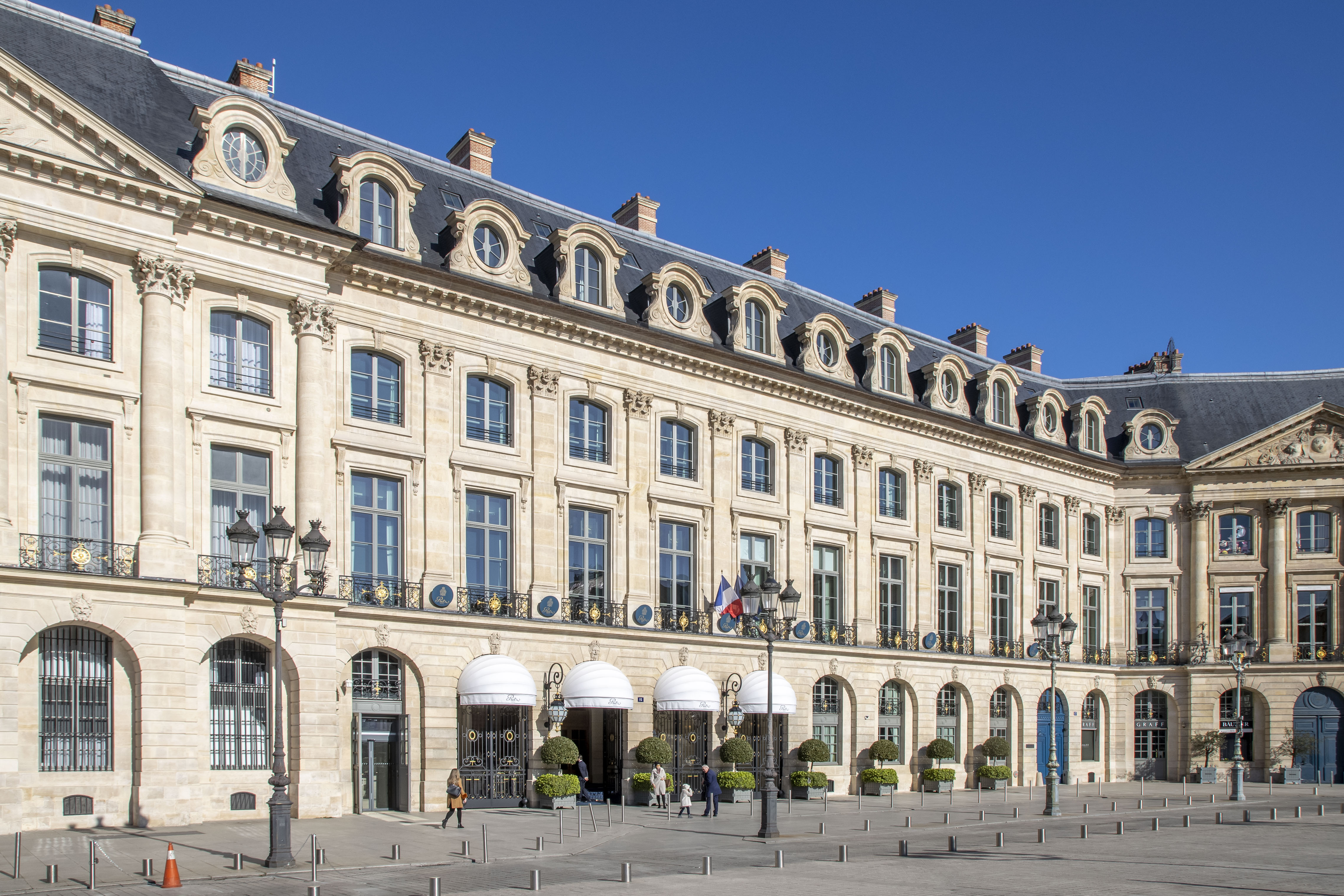

호텔 리츠 파리(Hôtel Ritz Paris)는 파리 1구에 있는 화려한 궁전 호텔이다. 세계에서 가장 화려한 호텔 중 하나로 꼽히고 있으며, 더 리딩 호텔스 오브 더 월드에 가입하고 있다. 현재 159개의 객실을 보유하고 있다.